# Glitch Art

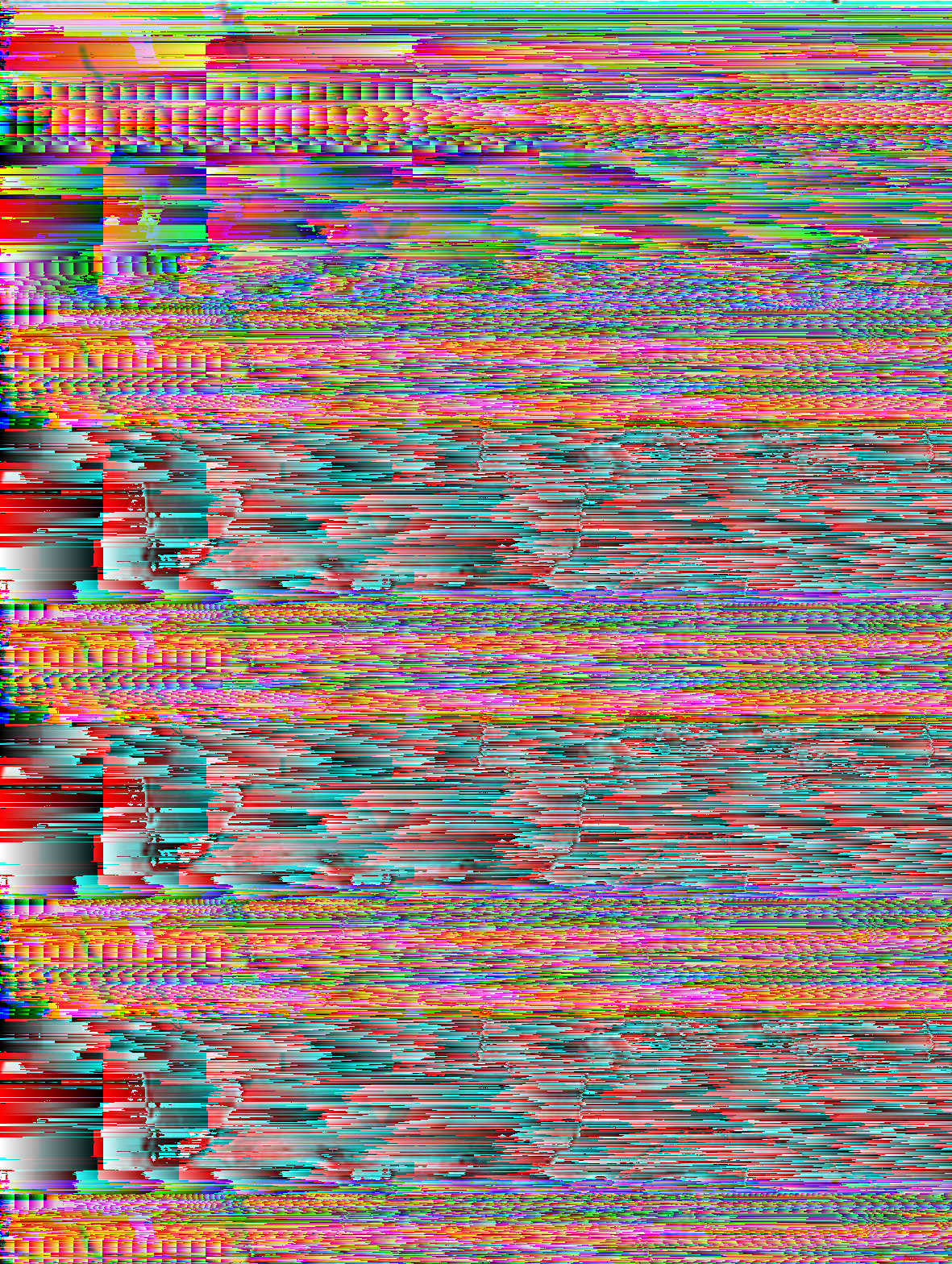
Glitch Art

Glitch Art é a exploração estética do erro de uma máquina analógica ou digital, através da introdução de erros nos dados e códigos de artefatos digitais ou da manipulação física de objectos eletrônicos. Glitches, como são conhecidas em inglês as falhas técnicas em sistemas de informação, aparecem em arte visual pelo menos desde 1935, quando Len Lye lançou seu filme experimental A Colour Box. No filme em questão, além de outras técnicas, foram utilizados pentes e pedaços de madeira para gerar padrões lineares na película original.
Alguns autores relacionados com o tema, como por exemplo Jonas Downey, afirmam que o conceito de Glitch Art como arte ainda está por definir.
Os processos mais conhecidos na realização desta arte são o Databending, Datamoshing'' e o Image Hacking, como são bastante usados pelo artista Glitxi, desde 2010.

## Eventos de Glitch Art

### 2010
GLI.TC/H - Atualmente, são realizados eventos e conferências para os apaixonados por este tema. Uma das principais referências é a comunidade GLI.TC/H que já teve encontros materializados em Chicago nos Estados Unidos da América e tem como sede a página web que lhe dá nome (gli.tc/h). Esta comunidade tem se dedicado a oferecer conhecimento e notícias relacionadas com tema. Uma amostra dessa importante contribuição é a existência de uma wiki na página.

### 2020
Glitch.Art.Br - Glitch Art International Online Exhibition - First Edition. É uma plataforma on-line projetada para promover, exibir, interagir e fornecer um espaço dedicado para discutir a arte Glitch. Um evento organizado no Brasil com alcance global. Todos os trabalhos selecionados para a exibição são disponibilizados nas redes sociais oficiais do evento como Youtube, Instagram e Bandcamp, um livro com o catálogo da exibição e com artigos de pesquisadores da atualidade também é publicado. Organizado por Cleber Gazana, com curadoria de Cleber Gazana (Brasil) e Sabato Visconti (EUA).

### 2021
Glitch.Art.Br - Glitch Art International Online Exhibition - Segunda Edição. Todos os trabalhos selecionados para a exibição são disponibilizados nas redes sociais oficiais do evento como Youtube, Instagram e Bandcamp, um livro com o catálogo da exibição e com artigos de pesquisadores da atualidade também é publicado. Organização e curadoria por Cleber Gazana (Brasil).

### 2022
Glitch.Art.Br - Glitch Art International Online Exhibition - Third Edition. Todos os trabalhos selecionados para a exibição são disponibilizados nas redes sociais oficiais do evento como Youtube, Instagram e Bandcamp, um livro com o catálogo da exibição e com artigos de pesquisadores da atualidade também é publicado. Organização por Cleber Gazana (Brasil) e curadoria por Cleber Gazana (Brasil) e Fabio Oliveira Nunes (Brasil).

## Em Portugal
Em Portugal também há artistas que abordam este conceito. Um exemplo disso é o atelier de Design Gráfico RoyalStudio que explora este conceito de "estética do erro" e o aplica na produção e desenvolvimento visual dos seus trabalhos.